# 최종원
최종원(崔鍾元, 1950년 1월 27일~)은 대한민국의 배우이며 제18대 국회의원이다.
강원도 삼척군 상장면(지금의 강원도 태백시)에서 출생하여 지난날 한때 강원도 명주군 주문진읍에서 잠시 유아기를 보낸 적이 있는 그의 본관은 강릉(江陵)이다.
1970년 연극 《콜렉터》의 단역 출연을 통하여 연극배우 첫 데뷔를 하였고 1978년 영화 《비목》의 단역 출연을 통하여 영화배우 데뷔하였으며 1979년 뮤지컬 《살짜기 옵서예》의 단역 출연을 통하여 뮤지컬 배우 데뷔하였다.

## 학력
- 장성국민학교 (졸업)
- 태백중학교 (졸업)
- 태백공업고등학교 (졸업)
- 서울연극학교 (전문학사)
- 경운대학교 매체정보학과 (학사)
- 중앙대학교 대학원 연극영화학과 예술학 석사과정 (수료)
- 중앙대학교 커뮤니케이션대학원 언론학 석사과정 (수료)

## 이력
- 사단법인 한국연극배우협회 회장
- 사단법인 한국연극협회 이사장
- 새정치국민회의 문화예술행정특임위원 (1995년 11월 3일~1995년 12월 16일)
- 열린우리당 문화예술행정위원 (2004년 3월~2004년 10월)
- 새천년민주당 문화예술행정특보위원 (2004년 11월~2004년 12월)
- 대통합민주신당 문화예술행정특임위원 (2007년 9월~2009년 12월)
- 통합민주당 문화예술행정특임위원 (2008년 3월~2008년 6월)
- 민주당 상임위원 (2010년~2011년)
- 민주통합당 전임위원 (2011년~2012년)

## 연기 활동

### 영화
- 2023년 《밀수》 - 엄선장 역
- 2019년 《무지개 여신》 - 응칠할배 역
- 2015년 《늙은 자전거》 - 최강만 역
- 2014년 《덕수리 5형제》 - 아버지 역
- 2011년 《의뢰인》 - 안 교수 역 (특별출연)
- 2010년 《식객: 김치전쟁》 - 자운 역
- 2008년 《여름, 속삭임》 - 교수 역
- 2008년 《잘못된 만남》 - 호철 부친 신 영감 역
- 2006년 《가을로》 - 민주 부친 역
- 2006년 《한반도》 - 고종 제1내관 역
- 2005년 《혈의 누》 - 최 차사 역
- 2005년 《오로라 공주》 - 형사반장 역
- 2002년 《파렴치한》
- 2001년 《그녀에게 잠들다》 - 선주 역
- 2001년 《파라다이스 빌라》 - 택시기사 역
- 2000년 《물고기자리》 - 최 실장 역
- 1998년 《기막힌 사내들》 - 장덕배 역
- 1997년 《인연》 - 최 부장 역
- 1997년 《할렐루야》
- 1997년 《로켓트는 발사됐다》
- 1997년 《아버지》 - 박씨 역
- 1997년 《오디션》 - 진 감독 역
- 1996년 《정글 스토리》 - 선배 역
- 1996년 《1996 뽕》 - 삼보 역
- 1996년 《러브 스토리》 - 성우 이야기 사내 역
- 1996년 《박봉곤 가출 사건》 - 봉곤의 선생 역 (특별출연)
- 1996년 《카루나》 - 양천수 역
- 1996년 《맥주가 애인보다 좋은 일곱 가지 이유》 - 비디오 샵 주인 역
- 1995년 《헤어 드레서》 - 로젠 리 역
- 1995년 《총잡이》 - 김문석 역
- 1995년 《누가 나를 미치게 하는가》 - 황달수 역
- 1995년 《영원한 제국》 - 심환지 역
- 1995년 《남자는 괴로워》
- 1994년 《마누라 죽이기》 - 킬러 역
- 1994년 《태백산맥》
- 1994년 《장미빛 인생》 - 한 사장 역
- 1994년 《49일의 남자》 - 형사 1 역
- 1993년 《투캅스》 - 태성 역
- 1993년 《서편제》 - 천가 역
- 1993년 《대명》 - 이화룡 역
- 1993년 《첫사랑》 - 영신 부 역
- 1992년 《마음의 파수꾼》
- 1992년 《김의 전쟁》 - 일본 소학교 담임 선생 역
- 1992년 《세상은 살만큼 아름답다》 - 춘식 역
- 1991년 《천국의 계단》 - 흥신소 직원 역
- 1991년 《뽕밭 나그네》
- 1991년 《개벽》
- 1991년 《나의 아내를 슬프게 하는 것들》 - 검사 역
- 1990년 《나의 사랑 나의 신부》 - 목사 역
- 1990년 《꿈》 - 평목 역
- 1990년 《꼭지딴》
- 1990년 《마유미》 - 최강일 역
- 1989년 《아제 아제 바라아제》 - 비구 역
- 1989년 《그 후로도 오랫동안》
- 1989년 《개그맨》 - 택시 기사 역
- 1985년 《부나비는 황혼이 슬프다》
- 1985년 《애마부인 3》
- 1984년 《제3의 공포》
- 1984년 《저 하늘에도 슬픔이》
- 1983년 《여자는 남자를 쏘았다》
- 1982년 《삐에로와 국화》
- 1982년 《만추》
- 1981년 《하얀미소》
- 1979년 《제3한강교》
- 1979년 《비목》

### 텔레비전 드라마
- 2023년 넷플릭스 《D.P. 시즌2》 - 호랑실업의 실질적 두목, 위조신분증 제작자
- 2021년 SBS 《홍천기》 - 하담 역
- 2020년 KBS2 《암행어사: 조선비밀수사단》 - 강인충 역
- 2019년 MBC 《나쁜 형사》 - 이성학 역
- 2018년 tvN 《미스터 션샤인》 - 흥선대원군 역
- 2017년 JTBC 《언터처블》 - 구용찬 역
- 2016년 KBS2 《우리집에 사는 남자》 - 권 회장 역
- 2016년 MBC 《몬스터》 - 조기량 역
- 2016년 KBS2 《마스터 - 국수의 신》 - 고대천 역
- 2015년 SBS 《육룡이 나르샤》 - 이인겸(이인임) 역
- 2014년 KBS2 《힐러》 - 김문식의 어르신 역
- 2014년 KBS2 《드라마 스페셜 - 액자가 된 소녀》 - 민성택 역
- 2014년 KBS2 《조선 총잡이》 - 김좌영(김좌근) 역
- 2010년 KBS1 《명가》 - 최원영 역
- 2009년 KBS2 《열혈 장사꾼》 - 하류의 아버지 역
- 2009년 tvN 《세 남자》 - 특별출연
- 2009년 KBS2 《전설의 고향》
- 2008년 SBS 《며느리와 며느님》 - 마평문 역
- 2008년 KBS2 《대왕 세종》 - 하륜 역
- 2007년 MBC 《옥션 하우스》 - 허명환 역
- 2007년 KBS2 《드라마시티 - 이웃의 한 젊은이를 위하여》 - 최상사 역
- 2007년 MBC 《베스트극장 - 봉재 돌아오다》 - 박봉재 역
- 2006년 KBS2 《구름 계단》 - 변 소장 역
- 2006년 MBC 《내 인생의 스페셜》 - 백곰파 보스 역
- 2006년 KBS1 《서울 1945》 - 이인평 역
- 2005년 EBS 《지금도 마로니에는》 - 천상병 역
- 2003년 KBS2 《그녀는 짱》
- 2003년 KBS2 《드라마시티 - 보리밭》 - 최영달 역
- 2002년 SBS 《순수의 시대》
- 2002년 MBC 《그 햇살이 나에게》
- 2001년 KBS2 《귀여운 여인》 - 독고 전무 역
- 2000년 MBC 《시트콤 세 친구》- 최종원 역
- 1999년 MBC 《날마다 행복해》 - 조양동 역
- 1999년 KBS2 《사랑하세요?》
- 1998년 KBS1 《왕과 비》 - 한명회 역
- 1998년 MBC 《시트콤 남자 셋 여자 셋》
- 1998년 MBC 《육남매》 - 김복동 곰보(별명) 역
- 1997년 KBS2 《내 안의 천사》
- 1996년 KBS2 《겨울의 향기》
- 1996년 SBS 《연어가 돌아올 때》 - 오형우 역
- 1996년 KBS2 《신고합니다》 - 우명도 역
- 1996년 KBS2 《컬러 - 레드》
- 1996년 EBS 《까치 까치 설날은》 - 국병표 역
- 1996년 KBS2 《파파》 - 원장 역
- 1995년 SBS 《째즈》 - 강 사장 역
- 1994년 SBS 《도깨비가 간다》
- 1993년 KBS2 《살아 남은 자의 슬픔》
- 1989년 MBC 《천사의 선택》
- 1986년 KBS1 《백마고지》
- 1983년 MBC 《3840 유격대》

### 연극
- 1970년 《콜렉터》
- 1999년 《아버님 전상서》(MBC 문화방송 신파극)
- 2002년 《모정의 세월》(MBC 문화방송 신년특선 신파극)
- 2002년 《심봉사 심봤다!》(MBC 문화방송 마당놀이)

### 뮤지컬
- 1979년 《살짜기 옵서예》
- 1989년 《포기와 베스》
- 1996년 《아가씨와 건달들》 ... 베니 사우드스트릿 역(남자 조연)
- 2000년 《아가씨와 건달들》 ... 베니 사우드스트릿 역(남자 조연)
- 2002년 《아가씨와 건달들》 ... 베니 사우드스트릿 역(남자 조연)

## 연기 외 활동

### 텔레비전 프로그램
- 1995년 MBC 《도전 추리특급》
- 1996년 KBS1 《TV는 사랑을 싣고》
- 1996년 11월 9일 토요일

KBS1 «스타의 어린 시절 추억의 동네 탐방 프로그램 ㅡ강원도 태백 삼척편>> +예고 배경음악 ㅡ Singer Yelton John. Good bye, Yellow Brick Road.
- 2003년 KBS2 《비타민》
- 2014년 MBC 《세바퀴》

### 라디오 프로그램
- 2014년 EBS FM 《EBS 책 읽는 라디오 낭독 시리즈》

### CF 광고
- 1982년 삼일제약 액티피드
- 1983년 아모레퍼시픽 파낙스 디
- 1989년~1990년 일동제약 큐란
- 1996년 아모레퍼시픽 오복치약
- 1997년 빙그레 뉴면
- 1997년~1998년 OB맥주 오비라거
- 1997년 휘닉스파크
- 1997년 고려당 내추럴베이커리
- 1997년 새정치국민회의 《기호 2번 김대중》
- 1998년 롯데제과 롯데 참외 싱싱바
- 1999년 웅진식품 815 콜라
- 1999년 보령제약 겔포스
- 1999년 강원도 강원국제관광엑스포
- 2000년 서울신용정보
- 2000년 동국제약 인사돌
- 2000년 SK텔레콤 017 아이클럽(iClub) - 최상학, 정웅인, 안연홍과 함께 출연
- 2002년 강원도

## 정치 활동
2004년에 열린 17대 총선에서 열린우리당의 비례대표 후보 40명 중 35번째 비례대표 후보로 입후보하였으나 당선되지 못하였다(그 당시 열린우리당 문화예술행정위원 역임).
2010년 7.28 재보궐선거에 강원도 태백시 ·  영월군 ·  평창군 ·  정선군의 민주당 국회의원 후보로 공천되어, 당선되었다(이후 2010년 민주당 상임위원을 거쳐 2011년 민주통합당 전임위원을 역임).
2010년 9월 16일에는 민주당 강원도당 위원장으로 선출되었다.
유인촌 장관을 향해서는 ‘유인촌 장관, 인간으로서 근본이 덜 됐다.’, ‘정권의 완장을 차고 앞장서는 호위관 같은 모습을 보인다.’, ‘일단 한 대 맞고 시작해야 한다.’ 등의 독설을 잇따라 쏟아낸 바 있다.

## 사건·사고

### 음주운전
그는 방송 활동이 잠시 뜸할 당시였던 2008년 7월 5일에 음주운전으로 입건되어 면허정지 100일 처분을 받았다.

### 국회의원 재직 당시 술 접대 사건
그는 민주통합당 국회의원 재직 시절이던 2011년 9월 20일 당시 국정감사 기간 때 양문석 당시 방통위 상임위원과 함께 서울 강남 룸살롱 술 접대를 받은 사실이 두 달 후 2011년 11월 22일을 기하여 KT 측에 의하여 뒤늦게 밝혀지고 끝내 파문이 일며 사태가 심각해지는 등 비난이 고조되었는데 파문 의혹 관련 논란 확산 당시 최종원은 국정감사와 연관치 않은 인간적 술자리라 해명하였지만 끝내 기소유예 처분 이후 차기 총선 공천에 탈락하였고 2012년 5월 29일을 기하여 국회의원 직위 퇴임 이후로도 잠시 한동안 연기 활동을 하지 않은 적이 있다.

## 역대 선거 결과
|  | 38.26% |

|  | 55.01% |

## 홍보대사 및 기타 경력
- 제26회 전국연극제 홍보대사
- 광주영화제 집행위원장

## 수상
- 1983년 동아연극상 남자주연상
- 1995년 제33회 대종상 남우조연상
- 1999년 KBS 연기대상 남자 조연상

## 소속 정당
| 소속 정당 | 소속 정당      | 소속 기간 | 비고           |
| --------- | -------------- | --------- | -------------- |
|           | 새정치국민회의 | 1997~2000 | 입당           |
|           | 새천년민주당   | 2000~2003 | 합당           |
|           | 무소속         | 2003      | 탈당           |
|           | 열린우리당     | 2003~2007 | 창당 정계 입문 |
|           | 대통합민주신당 | 2007~2008 | 합당           |
|           | 통합민주당     | 2008      | 합당           |
|           | 민주당         | 2008~2011 | 당명 변경      |
|           | 민주통합당     | 2011~2012 | 합당           |
|           | 무소속         | 2012~현재 | 탈당 정계 은퇴 |

## 같이 보기
- 태백시·영월군·평창군·정선군
- 태백시의 국회의원
- 영월군의 국회의원
- 평창군의 국회의원
- 정선군의 국회의원